# Ligne 15 du tramway d'Anvers
Pour les articles homonymes, voir Ligne 15.
La ligne 15 du tramway d'Anvers est une ligne de tramway qui relie Boechout à Regatta sur la rive gauche de l'Escaut.

## Histoire
État au 1er janvier 1950 : 15 Anvers Central - Mortsel Gemeenteplein.
1975 : déviation par le prémétro entre la Pelikaanstraat le long de la gare (trémie d'accès) et la Groenplaats par Opera.
1980 : extension du prémétro jusque Plantin via Diamant et déplacement de la trémie sur la Belgiëlei.
1990 : extension du prémétro vers la rive gauche de l'Escaut, terminus déplacé de la Groenplaats à Linkeroever.
État au 1er septembre 2019 : 15 Anvers P+R Linkeroever - Boechout P+R.

## Tracé et stations
La ligne 15 relie la ville de Mortsel (au Sud-Est de l'agglomération) à Linkeroever (sur la rive gauche de l'Escaut) via le centre ville. La ligne emprunte le prémétro d'Anvers de la station Plantin à la station Frederik van Eeden.

### Les stations
|  |   |  | Station                    | Lat/Long                    | Commune  | Correspondances |
|  | - |  | -------------------------- | --------------------------- | -------- | --- |
|  | O |  | P+R Boechout               | 51° 10′ 08″ N, 4° 29′ 36″ E | Boechout | P+R |
|  | o |  | Hof Savelkoul              | 51° 10′ 05″ N, 4° 28′ 41″ E | Mortsel  | |
|  | o |  | Kaphaan                    | 51° 10′ 07″ N, 4° 28′ 23″ E | Mortsel  | |
|  | o |  | Kerkstraat                 | 51° 10′ 10″ N, 4° 27′ 47″ E | Mortsel  | |
|  | o |  | Station Oude God           | 51° 10′ 12″ N, 4° 27′ 23″ E | Mortsel  | SNCB |
|  | o |  | Mortsel - Gemeenteplein    | 51° 10′ 16″ N, 4° 26′ 55″ E | Mortsel  | Ligne 7 du tramway d'Anvers |
|  | o |  | Vredebaan                  | 51° 10′ 23″ N, 4° 26′ 43″ E | Mortsel  | Ligne 7 du tramway d'Anvers |
|  | o |  | Gevaert                    | 51° 10′ 28″ N, 4° 26′ 26″ E | Mortsel  | Ligne 7 du tramway d'Anvers |
|  | o |  | Kuijpers                   | 51° 10′ 36″ N, 4° 26′ 11″ E | Anvers   | Ligne 7 du tramway d'Anvers |
|  | o |  | Fruithoflaan               | 51° 10′ 48″ N, 4° 25′ 59″ E | Anvers   | Ligne 7 du tramway d'Anvers |
|  | o |  | Pulhof                     | 51° 10′ 59″ N, 4° 25′ 52″ E | Anvers   | Ligne 7 du tramway d'Anvers |
|  | o |  | Jan Moorkens               | 51° 11′ 11″ N, 4° 25′ 44″ E | Anvers   | Ligne 7 du tramway d'Anvers |
|  | o |  | Koninklijkelaan            | 51° 11′ 21″ N, 4° 25′ 34″ E | Anvers   | Ligne 7 du tramway d'Anvers |
|  | o |  | Sint-Willibrordus          | 51° 11′ 34″ N, 4° 25′ 18″ E | Anvers   | Ligne 7 du tramway d'Anvers |
|  | o |  | Driekoningen               | 51° 11′ 44″ N, 4° 25′ 07″ E | Anvers   | Ligne 7 du tramway d'Anvers |
|  | o |  | De Merode                  | 51° 11′ 55″ N, 4° 24′ 57″ E | Anvers   | Ligne 7 du tramway d'Anvers |
|  | o |  | Harmonie                   | 51° 12′ 05″ N, 4° 24′ 47″ E | Anvers   | Ligne 2 du tramway d'Anvers · Ligne 6 du tramway d'Anvers · Ligne 7 du tramway d'Anvers                                                                                            |
|  | o |  | Lange Leemstraat           | 51° 12′ 21″ N, 4° 25′ 05″ E | Anvers   | Ligne 2 du tramway d'Anvers · Ligne 4 du tramway d'Anvers · Ligne 6 du tramway d'Anvers                                                                                            |
|  | o |  | Plantin                    | 51° 12′ 38″ N, 4° 25′ 19″ E | Anvers   | Ligne 2 du tramway d'Anvers · Ligne 6 du tramway d'Anvers · Ligne 9 du tramway d'Anvers                                                                                            |
|  | o |  | Diamant - Centraal Station | 51° 13′ 00″ N, 4° 25′ 14″ E | Anvers   | SNCB |
|  | o |  | Opera                      | 51° 13′ 05″ N, 4° 24′ 56″ E | Anvers   | Ligne 1 du tramway d'Anvers · Ligne 3 du tramway d'Anvers · Ligne 5 du tramway d'Anvers · Ligne 8 du tramway d'Anvers · Ligne 9 du tramway d'Anvers · Ligne 10 du tramway d'Anvers |
|  | o |  | Meir                       | 51° 13′ 06″ N, 4° 24′ 24″ E | Anvers   | Ligne 3 du tramway d'Anvers · Ligne 4 du tramway d'Anvers · Ligne 5 du tramway d'Anvers · Ligne 7 du tramway d'Anvers · Ligne 9 du tramway d'Anvers                                |
|  | o |  | Groenplaats                | 51° 13′ 07″ N, 4° 24′ 06″ E | Anvers   | Ligne 3 du tramway d'Anvers · Ligne 4 du tramway d'Anvers · Ligne 5 du tramway d'Anvers · Ligne 9 du tramway d'Anvers                                                              |
|  | o |  | Van Eeden                  | 51° 13′ 14″ N, 4° 23′ 11″ E | Anvers   | Ligne 3 du tramway d'Anvers · Ligne 5 du tramway d'Anvers · Ligne 9 du tramway d'Anvers                                                                                            |
|  | o |  | Halewjn                    | 51° 13′ 13″ N, 4° 22′ 46″ E | Anvers   | Ligne 3 du tramway d'Anvers · Ligne 5 du tramway d'Anvers · Ligne 9 du tramway d'Anvers                                                                                            |
|  | o |  | A. Van Cauwelaert          | 51° 13′ 13″ N, 4° 22′ 30″ E | Anvers   | Ligne 3 du tramway d'Anvers · Ligne 5 du tramway d'Anvers · Ligne 9 du tramway d'Anvers                                                                                            |
|  | o |  | Sporthal                   | 51° 13′ 12″ N, 4° 22′ 05″ E | Anvers   | Ligne 3 du tramway d'Anvers · Ligne 5 du tramway d'Anvers · Ligne 9 du tramway d'Anvers                                                                                            |
|  | O |  | Regatta                    | 51° 13′ 12″ N, 4° 21′ 46″ E | Anvers   | Ligne 3 du tramway d'Anvers · Ligne 5 du tramway d'Anvers · Ligne 9 du tramway d'Anvers                                                                                            |

## Exploitation de la ligne
La ligne 15 est exploitée par De Lijn. Ses 11 km sont parcourus en 43 minutes.

### Fréquence
La ligne 15 a une fréquence d'un tramway toutes les 10 minutes en journée et toutes les 20 minutes en soirée.

### Matériel roulant
La ligne est exploitée à l'aide de rames Bombardier Hermelijn et de rames Bombardier Flexity Albatros courtes et longues.